# Cronistoria del Football Club Internazionale Milano
Nella presente pagina è riportata la cronistoria del Football Club Internazionale Milano, società calcistica italiana con sede nella città di Milano. L'elenco, organizzato per stagioni sportive, include i titoli conquistati, i piazzamenti conseguiti nelle competizioni a cui l'Inter ha preso parte e i cambi di denominazione societaria.

## Accoppiate
- Double:
  - Serie A e Coppa Italia: 2
    - Stagioni 2005-2006; 2009-2010

  - Serie A e Coppa dei Campioni/Champions League: 2
    - Stagioni 1964-1965; 2009-2010

  - Coppa Italia e Champions League: 1
    - Stagione 2009-2010

  - Coppa dei Campioni e Coppa Intercontinentale: 1
    - Stagione 1964-1965
- Treble:
  - Treble classico (Serie A, Coppa Italia e Champions League): 1
    - Stagione 2009-2010

  - Treble italiano (Serie A, Coppa Italia, Supercoppa italiana): 1
    - Stagione 2005-2006

  - Serie A, Coppa dei Campioni e Coppa Intercontinentale: 1
    - Stagione 1964-1965

  - Coppa Italia, Supercoppa italiana, Coppa del mondo per club: 1
    - Stagione 2010-2011
- Quadruple: 1
  - Serie A 2009-2010, Coppa Italia 2009-2010, Champions League 2009-2010, Coppa del mondo per club 2010
- Quintuple: 1
  - Serie A 2009-2010, Coppa Italia 2009-2010, Champions League 2009-2010, Supercoppa italiana 2010, Coppa del mondo per club 2010

### Esplicative
1. ↑  Edizione sospesa il 23 maggio 1915 dalla FIGC per gli eventi bellici.
2. ↑  Ammesso alla Prima Divisione FIGC dopo aver vinto i due spareggi-salvezza.
3. ↑  Torneo successivamente interrotto per decisione della FIGC causa mancanza di date disponibili allo svolgimento degli incontri.
4. ↑  Perde lo spareggio di qualificazione alla Coppa dell'Europa Centrale 1929.
5. ↑  A seguito di spareggio perso per l'assegnazione dello scudetto.[1]
6. ↑  Scudetto assegnato a tavolino a seguito della sentenza della Commissione di Appello Federale in merito ai fatti oggetto di Calciopoli, dopo il 3º posto ottenuto sul campo.[2]

### Bibliografiche
1. ↑  Grassia e Lotito, p. 72.
2. ↑   Andrea Sorrentino, La Federcalcio dice sì all'Inter, in la Repubblica, 27 luglio 2006,  p. 16.